# Бубка Сергій Сергійович
Бубка Сергій Сергійович (нар. 10 лютого 1987) — колишній український тенісист.
Найвищу одиночну позицію світового рейтингу — 145 місце досяг 14 листопада 2011, парну — 134 місце — 26 травня 2008 року.
Найвищим досягненням на турнірах Великого шолома було 2 коло в одиночному розряді.
Завершив кар'єру 2016 року.

## Титули ATP Челленджер і ITF Ф'ючерс

### Одиночний розряд: 2
| Легенда            |
| ------------------ |
| ATP Челленджер (1) |
| ITF Ф'ючерс (1)    |

| Ранг | Дата     | Турнір               | Рівень     | Покриття | Суперник         | Рахунок       |
| ---- | -------- | -------------------- | ---------- | -------- | ---------------- | ------------- |
| 1.   | Бер 2009 | Кіото, Японія        | Челленджер | Килим    | Судзукі Такао    | 7–6(8–6), 6–4 |
| 2.   | Січ 2010 | Німеччина F3, Каарст | Ф'ючерс    | Килим    | Єссе Гута Ґалунґ | 6–1, 6–4      |

| Легенда            |
| ------------------ |
| ATP Челленджер (4) |
| ITF Ф'ючерс (3)    |

| Ранг | Дата     | Турнір                          | Рівень     | Покриття | Партнер                  | Суперники                           | Рахунок               |
| ---- | -------- | ------------------------------- | ---------- | -------- | ------------------------ | ----------------------------------- | --------------------- |
| 1.   | Жов 2005 | Україна F3, Іллічівськ          | Ф'ючерс    | Ґрунт    | Михайло Філіма           | Микола Дячок Олександр Недовєсов    | 6–1, 6–3              |
| 2.   | Чер 2007 | Пусан, Південна Корея           | Челленджер | Тверде   | Джон-Пол Фруттеро        | Натан Гілі Ян Мертл                 | 4–6, 7–6(7–5), [10–6] |
| 3.   | Сер 2007 | Самарканд, Узбекистан           | Челленджер | Ґрунт    | Євген Кириллов           | Ярослав Поспішил Адам Веймелка      | 6–3, 6–2              |
| 4.   | Лип 2011 | Простейов, Чехія                | Челленджер | Ґрунт    | Адріан Менендес Масейрас | Давід Марреро Рубен Рамірес Ідальго | 7–5, 6–2              |
| 5.   | Бер 2014 | Туреччина F2, Анталія           | Ф'ючерс    | Тверде   | Замі Райнвайн            | Шон Берман Тюккер Ворстер           | 1–6, 7–6(7–5), [10–7] |
| 6.   | Чер 2014 | Україна F9, Петрово-Красносілля | Ф'ючерс    | Тверде   | Денис Молчанов           | Олексій Колісник Олександр Лебедин  | 6–3, 6–2              |
| 7.   | Лип 2014 | Астана, Казахстан               | Челленджер | Тверде   | Марко К'юдінеллі         | Чжень Ді Хуан Лянцзі                | 6–3, 6–4              |

| Легенда            |
| ------------------ |
| ATP Челленджер (4) |
| ITF Ф'ючерс (3)    |

| Ранг | Дата     | Турнір                          | Рівень     | Покриття | Партнер                  | Суперники                           | Рахунок               |
| ---- | -------- | ------------------------------- | ---------- | -------- | ------------------------ | ----------------------------------- | --------------------- |
| 1.   | Жов 2005 | Україна F3, Іллічівськ          | Ф'ючерс    | Ґрунт    | Михайло Філіма           | Микола Дячок Олександр Недовєсов    | 6–1, 6–3              |
| 2.   | Чер 2007 | Пусан, Південна Корея           | Челленджер | Тверде   | Джон-Пол Фруттеро        | Натан Гілі Ян Мертл                 | 4–6, 7–6(7–5), [10–6] |
| 3.   | Сер 2007 | Самарканд, Узбекистан           | Челленджер | Ґрунт    | Євген Кириллов           | Ярослав Поспішил Адам Веймелка      | 6–3, 6–2              |
| 4.   | Лип 2011 | Простейов, Чехія                | Челленджер | Ґрунт    | Адріан Менендес Масейрас | Давід Марреро Рубен Рамірес Ідальго | 7–5, 6–2              |
| 5.   | Бер 2014 | Туреччина F2, Анталія           | Ф'ючерс    | Тверде   | Замі Райнвайн            | Шон Берман Тюккер Ворстер           | 1–6, 7–6(7–5), [10–7] |
| 6.   | Чер 2014 | Україна F9, Петрово-Красносілля | Ф'ючерс    | Тверде   | Денис Молчанов           | Олексій Колісник Олександр Лебедин  | 6–3, 6–2              |
| 7.   | Лип 2014 | Астана, Казахстан               | Челленджер | Тверде   | Марко К'юдінеллі         | Чжень Ді Хуан Лянцзі                | 6–3, 6–4              |